# Модинья
Модинья (порт. Modinha) в Португалии — жанр сольной городской песни (городского романса), исполняемой под аккомпанемент португальской гитары. По содержанию текстов модинья — разновидность сентиментальной любовной лирики.

## История
Возникновение и последующие развитие жанра подразделяется на два этапа.

### Первый этап
Появившись во второй половине XVIII века, она вплоть до второй половины XIX столетия была исключительно салонным жанром, очень популярным как в Бразилии, так и в португалоязычном мире. Наивысшего расцвета салонная модинья достигла в годы Первой империи (1822—1831).
В этот период она обладала большим сходством с европейской музыкой той эпохи, и в первую очередь с мелодикой итальянских оперных арий.

### Второй этап
В период Второй империи (1840—1889) салонная модинья приходит в упадок. Именно в это время она проникает в народную среду, где приобретает ряд новых черт. Двухдольный метр, преобладавший в музыкальных произведениях Первой империи, уступает в народных модиньях место вальсовому размеру (который становится характерным и для салонной музыки Второй империи); виолан в качестве аккомпанирующего инструмента заменил прежнее фортепиано салонов, придав модинье более национальное по колориту звучание; преобладающими композиционными формами народной модиньи стали двухчастная (в виде строфы с рефреном) и рондообразная, заимствованная от национального креольского вальса (а — Ь — а — с — а).
Модинья занимала важное место в городском музыкальном быту вплоть до конца XIX века. В начале XX века она как жанр профессиональной музыки почти вышла из употребления, хотя её распространение в народной среде все ещё довольно велико.

## Известные исполнители
- Сезария Эвора